# Parafia św. Hiacynty i Franciszka w Ostródzie
Parafia świętych Hiacynty i Franciszka w Ostródzie – rzymskokatolicka parafia w Ostródzie, należąca do archidiecezji warmińskiej i dekanatu Ostróda. Została utworzona 1 lipca 2000 roku. Parafię prowadzą księża diecezjalni.